# S/S Domnarfvet
S/S Domnarfvet är en svensk bogser- och varpbåt med hemmahamn i Tomnäs, Borlänge. Fartyget är världens äldsta i kommersiell drift. 
S/S Domnarfvet levererades 1863 i delar till Stora Kopparbergs Bergslag i Borlänge för montering i Korsnäs. Hon drog pråmar med sågat virke över sjön Runn till 1886. Därefter arbetade hon som varpbåt och drog hon timmerflot på Hedesundafjärdarna i nedre Dalälven med S/S Östa, S/S Laxen och S/S Bäsingen till dess timmerflottningen lades ned på 1970-talet. Sedan dess har hon seglat som fritidsfartyg på Runn och kör under sommaren chartrade turer.
S/S Domnarfvet är k-märkt.